# ریکی رید
ریکی رید (انگلیسی: Ricky Reed؛ زادهٔ ۲۳ ژوئیهٔ ۱۹۸۲) تهیه‌کننده موسیقی، و آهنگساز اهل ایالات متحده آمریکا است. وی از سال ۲۰۰۴ میلادی تاکنون مشغول فعالیت بوده‌است.